# Campagnes publicitaires d'Apple
Lors des deux dernières décennies, Apple Inc. est devenue célèbre pour ses publicités et ses campagnes publicitaires conçues pour refléter un plan d'affaires de commercialisation de ses produits à des personnes « créatives ». Ses publicités les plus importantes incluent le spot 1984 diffusé lors du Super Bowl XVIII en 1984, « Think different » à la fin des années 1990, et les iPod People dans les années 2000.

## Depuis 2001

### iPod
Les iPods people dans les années 2000 (à compléter)

### iPhone
- Il y a une application pour ça.... (There's An App For That...)
- 2011 "Si vous n’avez pas un iPhone... vous n’avez pas un iPhone" [1].

## Annexe